# St. Georg (Mellendorf)

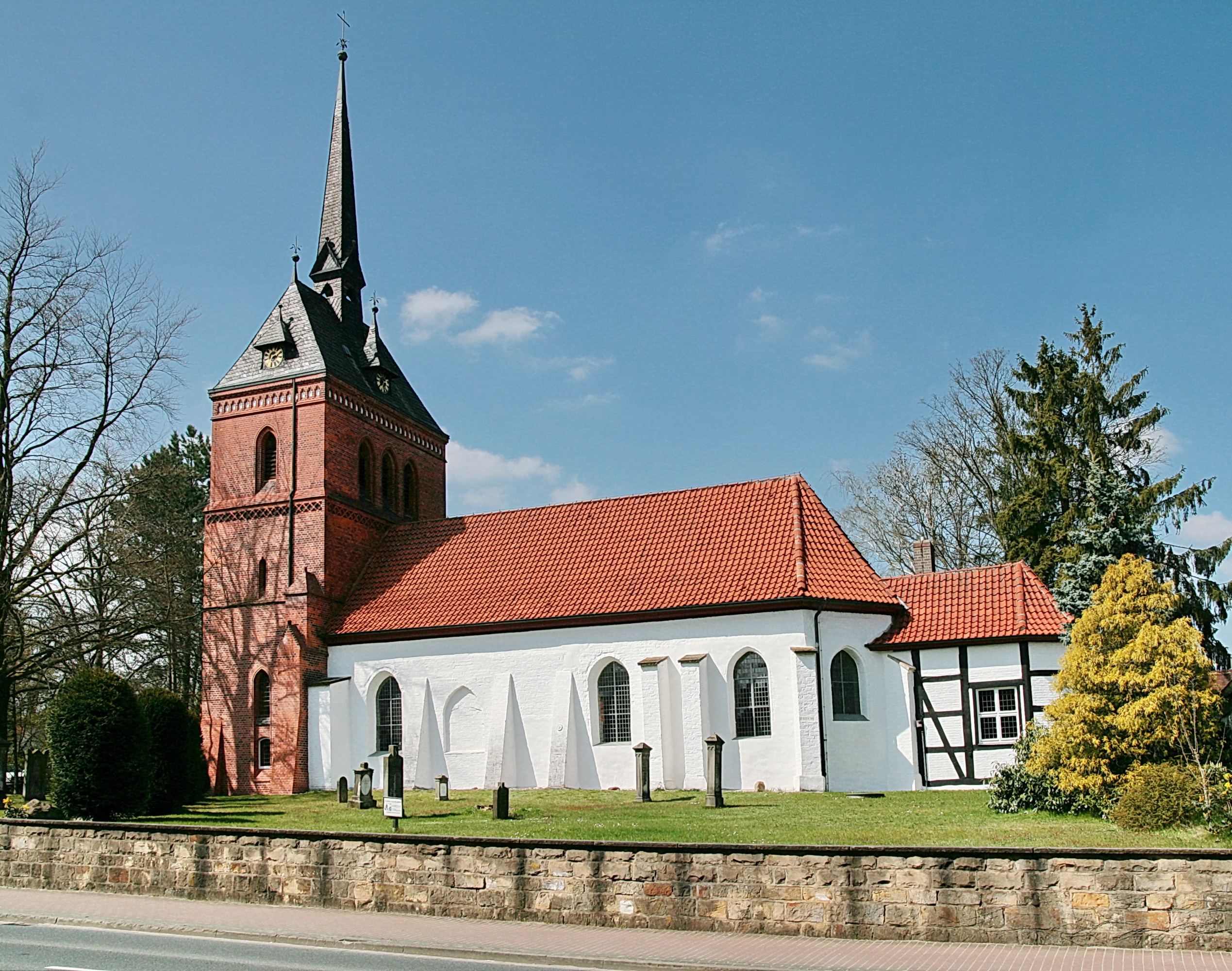
St. Georg

Die evangelisch-lutherische denkmalgeschützte Kirche St. Georg steht in Mellendorf, einem Ortsteil der Gemeinde Wedemark in der Region Hannover von Niedersachsen. Die Kirchengemeinde gehört zum Kirchenkreis Burgwedel-Langenhagen im Sprengel Hannover der Evangelisch-lutherischen Landeskirche Hannover.

## Beschreibung
Die durch Strebepfeiler gegliederte Saalkirche hat ein Langhaus mit drei Jochen und einen einjochigen Chor mit 3/8-Schluss. Sie entstand 1497 durch Umbau der Vorgängerkirche, die in der Zeit zwischen 1310 und 1450 gebaut wurde, wie dem südöstlichen Strebepfeiler des Chors zu entnehmen ist. Am Ende des Chors befindet sich die dreiseitig abgeschlossene Sakristei aus Holzfachwerk, die 1714 angebaut wurde. Der querrechteckige neugotische Kirchturm aus Backsteinen wurde laut Inschrift 1894 nach Plänen von Eduard Wendebourg errichtet. Er hatte einen hölzernen Vorgängerbau. Die spitzbogigen Fenster im Langhaus und im Chor haben kein Maßwerk. Der Westbau ist durch Friese horizontal gegliedert. Sein oberstes Geschoss hat Klangarkaden, hinter dem sich der Glockenstuhl befindet, in dem eine von der Radlerschen Glockengießerei 1928 gegossene Kirchenglocke hängt und zum anderen eine Glocke aus dem Jahre 1950. Er ist mit einem verschieferten Walmdach bedeckt, aus dem sich ein schlanker Dachreiter erhebt. Die Turmuhr hat die Firma J. F. Weule gefertigt. 
Der Innenraum des Langhauses hat schlichte Kreuzrippengewölbe, die Rippen sind mit einfachen Birnstäben profiliert, wie sie auch für die Gurtbögen verwendet werden. Nur das westliche Langhausjoch hat einen getreppten, bis zum Boden herabgeführten Gurtbogen. Die Kirchenausstattung stammt aus dem 18. Jahrhundert. Vom ehemaligen Kanzelaltar ist das Mittelfeld mit freistehenden kannelierten Säulen korinthischer Ordnung, das ursprünglich den Kanzelkorb enthielt, erhalten geblieben. Die erste Orgel wurde 1833 gebaut. Die heutige Orgel, die 1978 von der Karl Schuke Berliner Orgelbauwerkstatt stammt, hat zwei Manuale und ein Pedal. Sie wurde 2019/20 von Jörg Bente komplett überholt und klanglich optimiert.